# Urechis chilensis
Urechis chilensis är en djurart som tillhör fylumet skedmaskar, och som först beskrevs av M. Müller 1852.  Urechis chilensis ingår i släktet Urechis och familjen Urechidae. Inga underarter finns listade i Catalogue of Life.